# Kanzlei des Präsidenten der Republik Polen

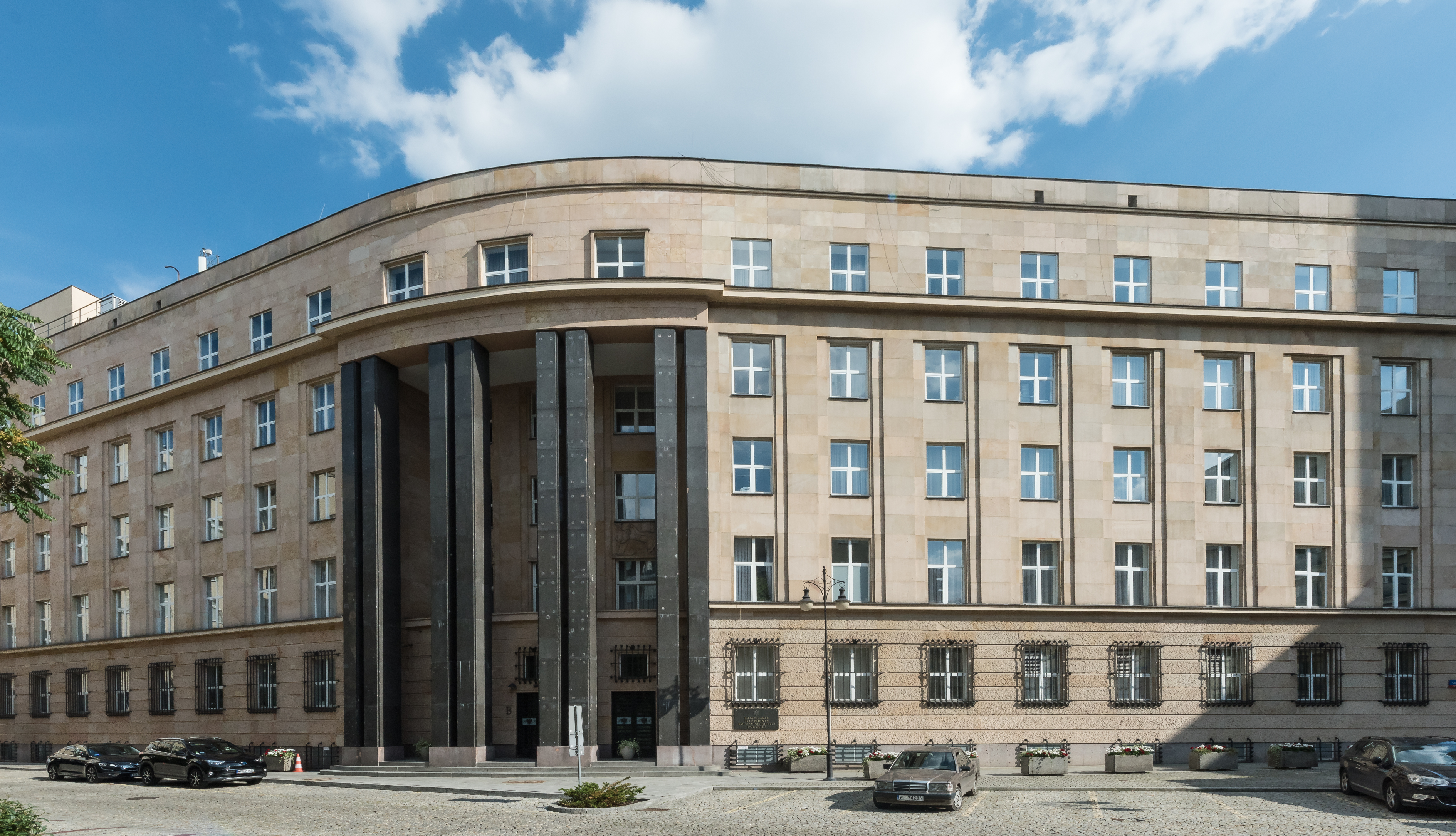
Kanzlei des Präsidenten der Republik Polen

Die Kanzlei des Präsidenten der Republik Polen (pl. Kancelaria Prezydenta Rzeczypospolitej Polskiej) ist ein 1989 gegründetes Hilfsorgan des polnischen Staatspräsidenten, das mit dem deutschen Bundespräsidialamt vergleichbar ist.
Zu den Aufgaben der Kanzlei gehören die Beratung des Staatspräsidenten in Ausübung seiner verfassungsmäßigen und gesetzlichen Zuständigkeiten, die Vorbereitung seiner Entscheidungen, sowie die Ausführung seiner Aufträge.
Der Präsident der Republik erlässt die Satzung und beruft oder entlässt laut Artikel 143 der polnischen Verfassung den Chef der Kanzlei.